# Haliotis varia
Haliotis varia (em inglês variable abalone) é uma espécie de molusco gastrópode marinho pertencente à família Haliotidae. Foi classificada por Linnaeus, em 1758. É nativa do oeste do oceano Pacífico e região do Indo-Pacífico.

## Descrição da concha
Haliotis varia apresenta, como o seu nome indica, concha variável, oval e moderadamente funda, com lábio externo encurvado a pouco encurvado e com visíveis sulcos espirais em sua superfície, atravessados por estrias de crescimento. Chegam de 7 até pouco mais de 7.5 centímetros e são de coloração creme, com manchas ou estrias de coloração verde a marrom-avermelhada. Os furos abertos na concha, de 4 a 5, são circulares e pouco elevados. Região interna madreperolada, iridescente, apresentando o relevo da face externa visível.

## Distribuição geográfica
Haliotis varia ocorre em águas rasas da zona nerítica, entre as rochas, no oeste do oceano Pacífico e região do Indo-Pacífico, entre a Sri Lanka e Tonga, de oeste a leste, passando pelas Filipinas, e entre o Japão e Austrália, de norte a sul.